# Celidomphax rubrimaculata
Celidomphax rubrimaculata là một loài bướm đêm trong họ Geometridae.